# Blaesoxipha filipina
Blaesoxipha filipina är en tvåvingeart som beskrevs av Guilherme A.M.Lopes 1990. Blaesoxipha filipina ingår i släktet Blaesoxipha och familjen köttflugor.
Artens utbredningsområde är Filippinerna. Inga underarter finns listade i Catalogue of Life.